# Słowo i Myśl
Słowo i Myśl. Przegląd Ewangelicki – półrocznik (dawniej miesięcznik, a następnie dwumiesięcznik), obecnie półrocznik Polskiego Towarzystwa Ewangelickiego (PTEw), ukazujący się od 1989 r.

## Historia
Pierwszy numer ukazał się w lutym 1989 r. jako miesięcznik, samodzielny dodatek do „Tygodnika Polskiego”, pisma wydawanego w Warszawie pod patronatem Unii Chrześcijańsko-Społecznej (UChS) powstałej z Chrześcijańskiego Stowarzyszenia Społecznego – w latach PRL-u prorządowej partii reprezentującej środowiska rzymskokatolickie, o ambicjach ekumenicznych). Formalnie było ono redagowane „przy udziale działaczy Polskiego Towarzystwa Ewangelickiego”, zaś redaktorem naczelnym była Zofia Wojciechowska, wówczas jedna z czołowych działaczek Towarzystwa. W tym pierwszym okresie pismo było kolportowane przez ogólnopolską sieć kiosków „Ruchu”.
Gdy wkrótce finansowanie miesięcznika przez UChS się skończyło, PTEw przejęło trud utrzymania pisma. Powołano w tym celu w 1992 r. Wydawnictwo Św. Mateusza w Łodzi, działające pod patronatem miejscowej parafii ewangelicko-augsburskiej, kierowane przez Zofię i Andrzeja Wojciechowskich. W związku z utratą mecenatu pismo wycofano jednak z kiosków „Ruchu” i zaniechano wypłat honorariów. Oba te czynniki wpłynęły na zawężenie kręgu autorskiego pisma, jak i na jego kolportaż i poczytność. W 1996 r. wydawanie pisma zawieszono.
Po krótkiej przerwie tytuł przejął prywatny wydawca z Krakowa, firma FHG „Tondera”. Redaktorem naczelnym został właściciel firmy Bogusław Tondera, związany z krakowskim środowiskiem ewangelickim, później prezes krakowskiego oddziału PTEw. Formalnie pismo pozostało prywatne, jednak podejmowało przede wszystkim tematykę wyznaniową, ewangelicką. Na skutek trudności finansowych i brak wsparcia ze strony innych instytucji kościelnych, ukazywało się jednak coraz rzadziej, kilka razy w ciągu roku.
W 2004 r. pismo formalnie wróciło do PTEw, gdy przy poznańskim oddziale PTEw zawiązała się nowa redakcja, z redaktorem naczelnym Michałem Jadwiszczokiem, później Romualdem Długoszem. Pismo ukazywało się odtąd jako „Organ Polskiego Towarzystwa Ewangelickiego”, dwumiesięcznik a później kwartalnik, wsparcie finansowe zapewniały dochody własne poznańskiego Oddziału PTEw.
„Słowo i Myśl” funkcjonując w czterech różnych układach wydawniczych przybierało różną postać zarówno jeśli idzie o szatę graficzną jak i profil. W pewnym okresie było traktowane jako opozycyjne w stosunku do władz Kościoła Ewangelicko-Augsburskiego w RP, którego wyznawcy przede wszystkim tworzą PTEw. Jednak było to pierwsze po II wojnie światowej niekościelne pismo ewangelickie w Polsce, które w dużym stopniu przyczyniło się do ożywienia środowisk inteligencji ewangelickiej po przemianach 1989 r. W ostatnich latach podejmowało przede wszystkim sprawy wewnętrzne PTEw i Kościołów ewangelickich w Polsce. W 2016 r. pismo zostało włączone do zasobów Śląskiej Biblioteki Cyfrowej.
Ostatnich kilka lat w życiu pisma znowu cechowało coraz rzadsze ukazywanie się. Pomimo formalnego przekształcenia w kwartalnik, ukazywał się średnio jeden zeszyt rocznie. Ostatni numer ukazał się w 2016 r. Wpłynęło to niekorzystnie na poczytność i nakład pisma. Na początku 2017 r. pojawiła się inicjatywa wznowienia pisma od 2018 r. przez tego samego wydawcę, ale z nową redakcją. Od 31 października 2018 roku, czasopismo ukazuje się ponownie, wyłącznie w wersji elektronicznej, do pobrania w formie pliku w formacie PDF ze strony http://slowoimysl-blog.pl.